# Морозовский сельский совет (Балаклейский район)
Морозовский сельский совет — входит в состав Балаклейского района Харьковской области Украины.
Административный центр сельского совета находится в селе Морозовка .

## История
- 1921 — дата образования.

## Населённые пункты совета
- село Морозовка
- село Бородоярское
- село Ольховатка